# Grand Prix Formule 1 van de Verenigde Staten Oost 1983
De Grand Prix Formule 1 van de Verenigde Staten Oost 1983 werd gehouden op 5 juni in Detroit. Het was de zevende race van het seizoen.

## Uitslag
| Positie | Nr | Rijder             | Team              | Ronden | Tijd/Opgave         | Startplaats | Punten |
| ------- | -- | ------------------ | ----------------- | ------ | ------------------- | ----------- | ------ |
| 1       | 3  | Michele Alboreto   | Tyrrell-Ford      | 60     | 1:50:53.669         | 6           | 9      |
| 2       | 1  | Keke Rosberg       | Williams-Ford     | 60     | + 7.702             | 12          | 6      |
| 3       | 7  | John Watson        | McLaren-Ford      | 60     | + 9.283             | 21          | 4      |
| 4       | 5  | Nelson Piquet      | Brabham-BMW       | 60     | + 1:12.185          | 2           | 3      |
| 5       | 2  | Jacques Laffite    | Williams-Ford     | 60     | + 1:32.603          | 20          | 2      |
| 6       | 12 | Nigel Mansell      | Lotus-Ford        | 59     | + 1 Ronde           | 14          | 1      |
| 7       | 30 | Thierry Boutsen    | Arrows-Ford       | 59     | + 1 Ronde           | 10          |        |
| 8       | 15 | Alain Prost        | Renault           | 59     | + 1 Ronde           | 13          |        |
| 9       | 36 | Bruno Giacomelli   | Toleman-Hart      | 59     | + 1 Ronde           | 17          |        |
| 10      | 26 | Raul Boesel        | Ligier-Ford       | 58     | + 2 Rondes          | 23          |        |
| 11      | 29 | Marc Surer         | Arrows-Ford       | 58     | + 2 Rondes          | 5           |        |
| 12      | 23 | Mauro Baldi        | Alfa Romeo        | 56     | + 4 Rondes          | 25          |        |
| 13      | 8  | Niki Lauda         | McLaren-Ford      | 49     | Ophanging           | 18          |        |
| NC      | 33 | Roberto Guerrero   | Theodore-Ford     | 38     |                     | 11          |        |
| NF      | 34 | Johnny Cecotto     | Theodore-Ford     | 34     | Versnellingsbak     | 26          |        |
| NF      | 22 | Andrea de Cesaris  | Alfa Romeo        | 33     | Turbo               | 8           |        |
| NF      | 28 | René Arnoux        | Ferrari           | 31     | Elektrisch probleem | 1           |        |
| NF      | 4  | Danny Sullivan     | Tyrrell-Ford      | 30     | Elektrisch probleem | 16          |        |
| NF      | 25 | Jean-Pierre Jarier | Ligier-Ford       | 29     | Wiel                | 19          |        |
| NF      | 9  | Manfred Winkelhock | ATS-BMW           | 26     | Botsing             | 22          |        |
| NF      | 35 | Derek Warwick      | Toleman-Hart      | 25     | Motor               | 9           |        |
| NF      | 6  | Riccardo Patrese   | Brabham-BMW       | 24     | Remmen              | 15          |        |
| NF      | 11 | Elio de Angelis    | Lotus-Renault     | 5      | Versnellingsbak     | 4           |        |
| NF      | 16 | Eddie Cheever      | Renault           | 4      | Distributie         | 7           |        |
| NF      | 32 | Piercarlo Ghinzani | Osella-Alfa Romeo | 4      | Oververhitting      | 24          |        |
| NF      | 27 | Patrick Tambay     | Ferrari           | 0      | Motor               | 3           |        |
| NQ      | 31 | Corrado Fabi       | Osella-Ford       |        |                     |             |        |

## Wetenswaardigheden
- Het was de laatste overwinning voor een wagen aangedreven door een zuigermotor.

## Statistieken
| Pole-position | René Arnoux | Ferrari      | 1:44.734 |
| Snelste ronde | John Watson | McLaren-Ford | 1:47.668 |

## Noot
- Dit was de tweehonderdste Grand Prix-start voor een Oostenrijkse coureur.
- Vijfde snelste ronde voor John Watson.

Grand Prix Formule 1 van de Verenigde Staten: 1908 · 1910 · 1911 · 1912 · 1914 · 1915 · 1916 · 1959 · 1960 · 1961 · 1962 · 1963 · 1964 · 1965 · 1966 · 1967 · 1968 · 1969 · 1970 · 1971 · 1972 · 1973 · 1974 · 1975 · 1976 · 1977 · 1978 · 1979 · 1980 · 1989 · 1990 · 1991 · 2000 · 2001 · 2002 · 2003 · 2004 · 2005 · 2006 · 2007 · 2012 · 2013 · 2014 · 2015 · 2016 · 2017 · 2018 · 2019 · 2021 · 2022 · 2023 · 2024 · 2025 · 2026

Indianapolis 500: 1950 · 1951 · 1952 · 1953 · 1954 · 1955 · 1956 · 1957 · 1958 · 1959 · 1960

Grand Prix Formule 1 van de Verenigde Staten West: 1976 · 1977 · 1978 · 1979 · 1980 · 1981 · 1982 · 1983

Grand Prix Formule 1 van Las Vegas: 1981 · 1982 · 2023 · 2024 · 2025

Grand Prix Formule 1 van de Verenigde Staten Oost: 1982 · 1983 · 1984 · 1985 · 1986 · 1987 · 1988

Grand Prix Formule 1 van Dallas: 1984

Grand Prix Formule 1 van Miami: 2022 · 2023 · 2024 · 2025 · 2026 · 2027 · 2028 · 2029 · 2030 · 2031 · 2032 · 2033 · 2034 · 2035 · 2036 · 2037 · 2038 · 2039 · 2040 · 2041